# Chionaema likiangensis
Chionaema likiangensis là một loài bướm đêm thuộc phân họ Arctiinae, họ Erebidae.